# گورنگه ترودووو
گورنگه ترودووو (به صربی: Gornje Trudovo) یک منطقهٔ مسکونی در صربستان است که در نووا واروش واقع شده‌است. گورنگه ترودووو ۱۳۹ نفر جمعیت دارد.